# Auguste Vestris

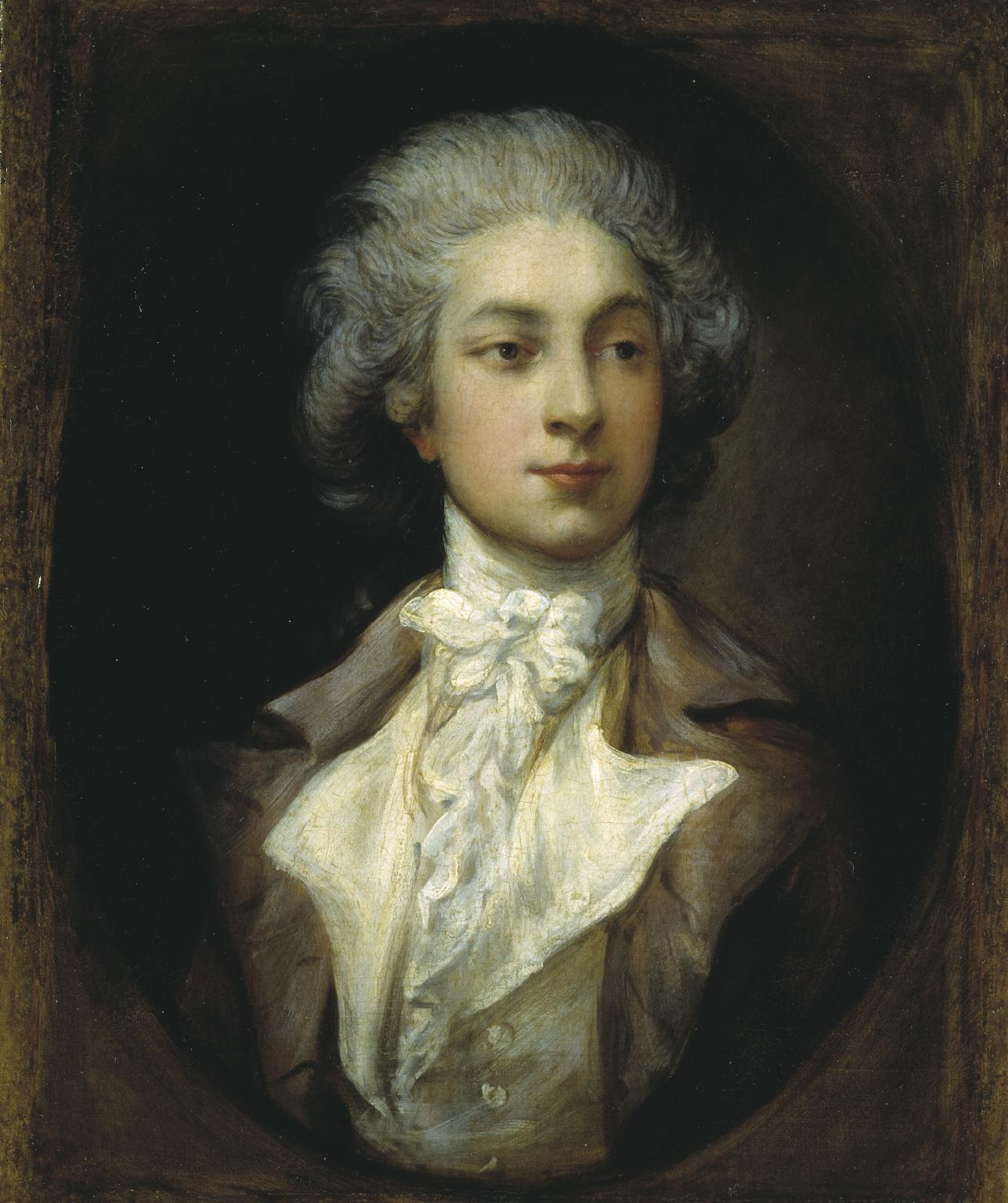
Auguste Vestris.
Retrato por Thomas Gainsborough (1781)..

Marie-Jean-Augustin Vestris, llamado simplemente Auguste Vestris y conocido también con el sobrenombre de Vestr'Allard (27 de marzo de 1760 - 5 de diciembre de 1842) fue un bailarín de ballet francés.
Hijo natural de Gaëtan Vestris y de Marie Allard, inició el aprendizaje con su padre, debutando en la Ópera Nacional de París a los doce años de edad. En 1776 ingresa a la compañía de ballet como solista. Aunque su brillante carrera se desarrolló principalmente en París, actuó también en Lyon, Montpellier y Burdeos, y en el King's Theatre de Londres.
Los mejores roles le serán ofrecidos por Pierre Gardel, en Psyché, Télémaque dans l'île de Calypso y La Dansomanie.
En 1816 se retira del escenario para dedicarse a la enseñanza, siendo reconocido como uno de los mejores maestros de ballet de todos los tiempos. 

## Legado
Vestris creó nuevas variedades de pasos de danza, y logró integrar la danza del siglo XVIII, brillante y rápida, con las nuevas tendencias derivadas de los avances musicales de la época que llevaron por ejemplo a los pasos de gran elevación (grand allegro).
Como maestro entrenó a algunos de los bailarines de ballet más famosos del siglo XIX, entre ellos Marius Petipa, Lucien Petipa, Fanny Elssler, Jules Perrot, y Marie Taglioni. En 1835, a los 75 años de edad, interpretó un minuet con Marie Taglioni. 
El coreógrafo Auguste Bournonville le consagró muchas páginas interesantes y detalladas en sus memorias, tituladas «Mi vida en el teatro». El acto I de su ballet Le Conservatoire reproduce fielmente una lección de Vestris en la Ópera de París en 1820, y todavía en la actualidad se la considera una pieza de extrema exigencia técnica.